# زاريا زردشت
زاريا زردشت فنانة تشكيلية، ولدت في مدينة القامشلي في سوريا 1984. درست في معهد الرسم و تخرجت بالترتيب الأول في سوريا في عام 2005. هاجرت إلى السويد في عام 2006 ميلادي، وأكملت عملها الفني في السويد. في 2009 تخرجت من مدرسة الفن الانطباعي (Peppas konst skola)، كما عملت كمدرسة فيما بعد في نفس المدرسة. زاريا زردشت هي عضوة في نقابة الفنانين السويديين، وعضوة في نقابة المعلمين السويديين المعارض.

## معارض
- لها أعمال معروضة بشكل مستمر في ستوكهولم في غاليري (Peppas Art Gallery)
- المعرض المشترك من دون كلمات نظمته جمعية موزاييك سورية  2013
- المعرض المشترك الجمال المكسور نظمته جمعية اغاثة سو ريا في غاليري 8 ، # لندن 2012
- المعرض المشترك لهيئة  مغتربي سوريا الاحرار في # القاهرة 2012
- معرض مشترك في غاليري جمعية هيدرنوس الثقافية في مدينة غتبوري   2012
- معرض تحت القصف ،في غاليري المركز الفني ترابان ، ستوكهولم  2012
- معرض  ثورة الحرية  في غاليري المزكز الثقافي هالوندا، ستكهولم  2011
- معرض مشترك في المكتبة # الكردية في ستوكهولم 2011
- معرض مرايا الموت، في غالري الجمعية الفنية فولك كولتور، ستوكهولم 2011
- معرض مشترك ، صالون الربيع، ستوكهولم    2011
- معرض أحلام عتيقة، في غاليري المزكز الثقافي اورشتا، ستوكهولم  2011
- معرض سوناتا للمطر، غاليري مكتبة الفيك ، ستوكهولم   2011
- معرض قمح، في غاليري مكتبة يورتهاغن ، ستوكهولم   2011
- معرض اشتياق، في المركز الثقاقي رينكيبي، ستوكهولم  2011
- معرض أمنية، في غاليري فارشتا ، ستوكهولم   2011
- معرض بانوراما ،في غاليري المركز الثقافي شيستا ، ستوكهولم 2010
- معرض عشق ، في غاليري الجمعية الفنية هسيلبي ، ستوكهولم  2010
- معرض ليالي الحلم غالري مكتبة النون ،مدينة سوندسفال  2010
- معرض عناق . غاليري مكتبة الفيك ، #ستوكهولم 2010
- معرض طريق اللاعودة غاليري اللا  2010
- معرض المسافر في غاليري الجمعية الفنية هسيلبي 2010